# إليشا ر. بوتير
إليشا ر. بوتير (بالإنجليزية: Elisha R. Potter)‏ هو محامي وقاضي وسياسي أمريكي، ولد في 20 يونيو 1811 في الولايات المتحدة، وتوفي في 10 أبريل 1882 في نفس البلد. حزبياً، نشط في Law and Order Party of Rhode Island ‏. وقد انتخب عضو مجلس ولاية رود آيلاند وانتخب عضو مجلس النواب الأمريكي عن دائرة الدائرة الكونغرسية الثانية في رود آيلاند ‏ (4 مارس 1843 – 3 مارس 1845).